# Vila Velha (Fortaleza)
O bairro da Vila Velha é um bairro localizado na zona norte, já no extremo oeste da cidade de Fortaleza, capital do estado do Ceará.

## História

### Século XVII
A localidade de Vila Velha, originalmente, compreendia a povoação situada na margem direita do rio Ceará até 1603, onde a expedição colonizadora de  Pero Coelho de Sousa estabeleceria o Fortim de São Tiago da Nova Lisboa, construído por Mathias Pacheco em 25 de julho de 1604, em Nova Lisboa, capital da Nova Lusitânia. Essa expedição, chamada à época de bandeira, trouxera 200 potiguares escravizados no Rio Grande do Norte, população que passou a habitar a região.

## Contexto social e político
O bairro Vila Velha é resultado de uma série de intervenções estatais baseadas em políticas públicas de habitação e assistenciais. No fim da década de 1990 passou a ser palco das soluções habitacionais elaboradas pelo Estado, bem como pelas organizações populares, sendo composto por conjuntos habitacionais e favela, cujas ações estão relacionadas à busca da “solução” do problema habitacional.